# Abajo Mountains
Abajo Mountains je malé pohoří ležící západně od města Monticello ve státě Utah ve Spojených státech amerických, jižně od Národního parku Canyonlands a severně od města Blanding. Nejvyšším vrcholem je Abajo Peak se svou výškou 3 465 m n. m.